# البتاوين
البتاوين هي أحد مناطق العاصمة العراقية بغداد وتقع في جانب الرصافة، وكانت من الأحياء التي تسكنها طوائف متعددة، أهمها الطائفة المسيحية وكذلك الطائفة اليهودية التي كانت تسكن قرب معبدهم المعروف بكنيس مئير طويق، إضافة إلى المسلمين، وبعد عام 1950م، عندما اضطرت حكومة نوري السعيد، إلى إصدار قانون إسقاط الجنسية عن يهود العراق والسماح لهم بالهجرة إلى إسرائيل بالطائرات عن طريق قبرص، وهاجر آلاف اليهود مضطرين، فاصبحت أغلب بيوتهم خالية،
وبعد عام 2003م، بدأت عمليات التهجير الطائفي والعرقي فشمل المناطق التي يسكنها الغجر، فلذلك تتميز بكثرة العوائل الغجرية المهجرة فيها.
للبتاوين تاريخها العريق، حيث تبدأ من الاورفلية حتى نهاية شارع الزعيم عبد الكريم يسكنها أغلب الناس من الطبقات الفقيرة من المسيحين بالدرجة الأولى وكذلك المسلمين يوجد في وسطها شارع يسمى شارع تونس وإلى جانبه محلات الألمنيوم والديكور وأغلب سكان منطقة الأورفلية من العوائل السودانية والمصرية التي استقرت منذ ثمانينيات القرن العشرين. وفيها محلات البقالة ومخازن المشروبات الكحولية، وسوق الفاكهة وآخر للخضراوات، ومحلات بيع اللحوم والمطاعم كمطعم أبو يونان ومطعم تاجران وغيرها،  وعيادات الأطباء وبمختلف الاختصاصات إضافة إلى الصيدليات. وهناك في أزقتها عدد من المقاهي الشعبية، كما تتميز بكثرة الفنادق وبمختلف الدرجات، نشأت منطقة البتاوين من محلّة قديمة كان يقال لها بستان الخس، وكانت حيئنذٍ خارج حدود مدينة بغداد، جنوبَ بابها الشرقي.
.

## سكان الحي
يسكن الحي خليط من الفقراء والمتسوليين والمشرديين العراقيين واللاجئين السودانيين

## أصل التسمية
منطقة زراعية نسبة إلى البتاويين وهم جمع بتاوي وهم مزارعون نزحوا من قرية (البت)على النهروان شمالي ديالى واقاموا فيها أبان القرن التاسع عشر، وسُمّيت كذلك باسم (كرّادة البتّاويين).